# Philometra metonalis
Philometra metonalis är en fjärilsart som beskrevs av Walker 1859. Philometra metonalis ingår i släktet Philometra och familjen nattflyn. Inga underarter finns listade i Catalogue of Life.